# Gasteracantha diadesmia
Gasteracantha diadesmia är en spindelart som beskrevs av Tord Tamerlan Teodor Thorell 1887. Gasteracantha diadesmia ingår i släktet Gasteracantha och familjen hjulspindlar. Inga underarter finns listade i Catalogue of Life.